# Gattinara (wijn)

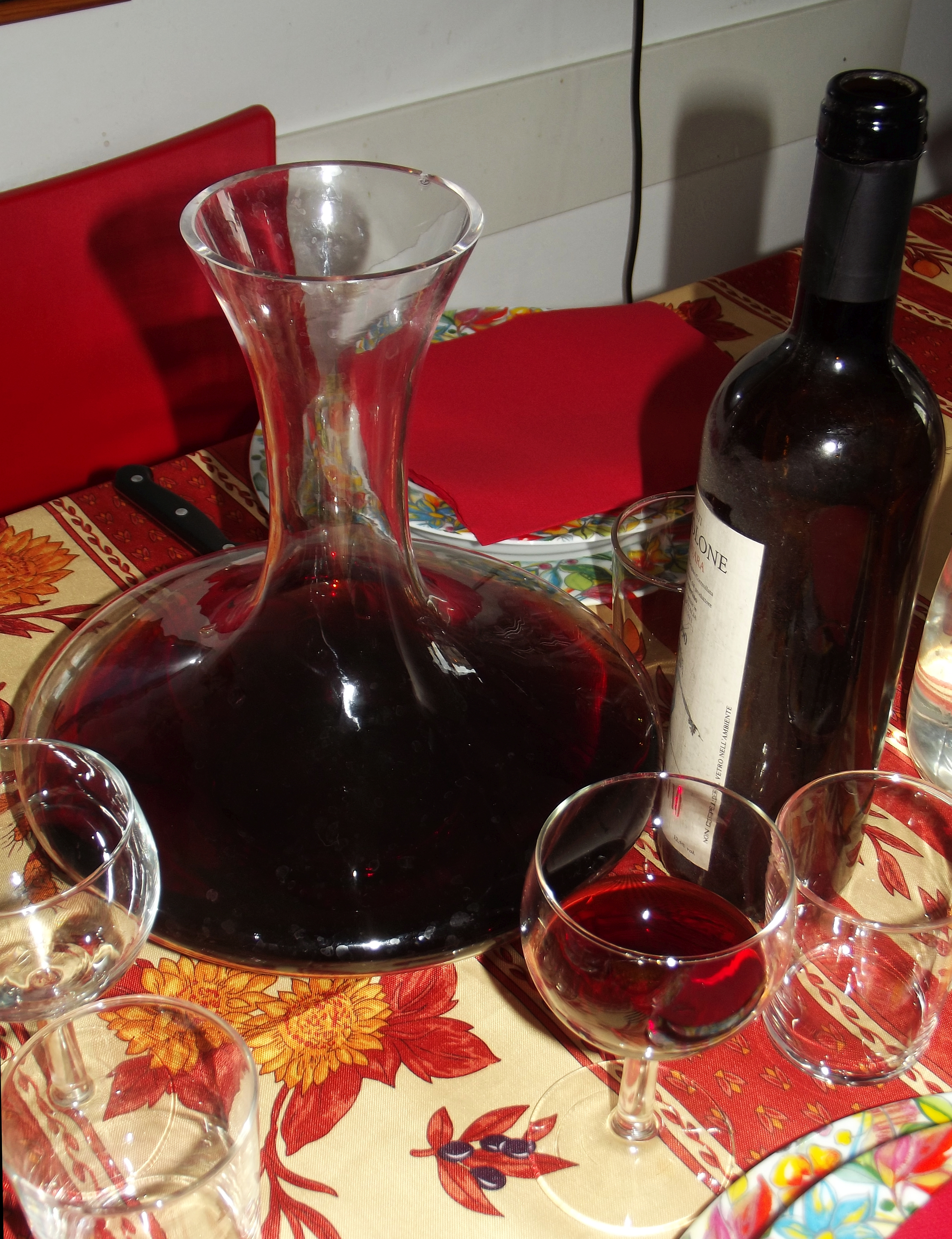
Gattinara 1990.

Gattinara is een Italiaanse rode wijn uit het noorden van Piëmont. De wijn ontving in 1991 de DOCG-status. Gattinara wordt geproduceerd in de provincie Vercelli in de gemeente Gattinara. Het gebied is ca. 95 ha. groot. De opbrengst bedraagt ca. 600 hectoliter.
De wijn wordt gemaakt van de Nebbiolo-druif (minimum 90%). Daarnaast mag ook nog Vespolina (maximaal 4%) en/of Bonarda di Gattinara worden toegevoegd, mits ze samen de 10% niet overschrijden.
Bij nieuwe aanplant of herbeplanting moeten er minimaal 3000 wijnstokken per hectare worden aangeplant. Het rendement mag maximaal 8 ton per hectare bedragen. Het natuurlijk alcoholvolumegehalte moet minimaal 12% bedragen en voor de Riserva 12,5%. 
Er is een verplichte veroudering van 35 maanden voor de gewone Gattinara en 47 maanden voor de Riserva waarvan minimaal 18 maanden op houten vaten voor de gewone Gattinara en 36 maanden voor de Riserva.